# Bamra albicola
Bamra albicola är en fjärilsart som beskrevs av Walker 1858. Bamra albicola ingår i släktet Bamra och familjen nattflyn. Inga underarter finns listade i Catalogue of Life.